# Tractat hispanobritànic de Madrid (1750)
El Tractat hispanobritànic de Madrid, també conegut com a Tractat d'Aquisgran, va ser un tractat comercial entre Gran Bretanya i Espanya, signat formalment el 5 d'octubre de 1750 a Madrid, Gran Bretanya renuncià al dret d'Asiento de Negros i del vaixell permès a canvi d'una indemnització de 100.000 lliures.
Les tensions comercials sobre l' Asiento, un contracte de monopoli que permetia als comerciants estrangers subministrar esclaus a l'Amèrica espanyola (que va ser concedit per la Corona espanyola a Gran Bretanya mitjançant el Tractat d'Utrecht de 1713), i el suposat contraban de mercaderies britàniques a les colònies americanes d'Espanya van provocar la guerra. de Jenkins Ear el 1739. Això va ser seguit per la Guerra de Successió austríaca, acabada amb el Tractat d'Aix-la-Chapelle de 1748.
A més de l' Asiento, també hi havia un important comerç d'importació i exportació entre Espanya i Gran Bretanya, realitzat per comerciants britànics amb seu a Cadis. A causa d'un error dels negociadors a Aix-la-Chapelle, el tractat no va poder renovar els seus privilegis comercials, que van ser tractats com a cancel·lats pels espanyols. Ambdues parts també van afirmar que se'ls devia grans sumes de diners pel que fa a l' Asiento .
Tanmateix, el comerç a través de Cadis va ser igualment important per a Espanya, mentre que Ferran VI, que va succeir com a rei el 1746, era més britànic que el seu predecessor. Això va permetre a les dues parts arribar a un acord sobre un nou tractat, que restaurava els privilegis comercials, mentre que l' Asiento va ser cancel·lat a canvi d'un pagament únic de 100.000 lliures als britànics.

## Asiento de Negros a Anglaterra
L'Asiento de Negros (a Anglaterra) fou un asiento concedit en règim de monopoli sobre la caça d'esclaus d'Àfrica i l'Amèrica hispana i que es va atorgar a Anglaterra en acabar la Guerra de Successió Espanyola (1713) com a compensació per la victòria del candidat francès Felip V d'Espanya. Amb aquest tractat es fixava que, anualment, Anglaterra tenia el dret de traficar amb 4800 esclaus de color, tot això, durant un període de trenta anys, a part del Vaixell permès, també concedit en el Tractat d'Utrecht.
El Tractat d'Utrecht de 1713 va concedir als comerciants britànics un accés limitat als mercats tancats de l'Amèrica espanyola ; aquests incloïen l' Asiento de Negros per subministrar 5.000 esclaus a l'any i un Navio de Permiso, que permetien vendes directes limitades a Porto Bello i Veracruz. La Companyia del Mar del Sud establerta per tenir aquests drets va fer fallida a la "Bombolla del Mar del Sud" de 1720 i es va convertir en una empresa estatal, propietat del govern britànic.
Al final de la Guerra de l'orella de Jenkins, Espanya va renovar tant el dret d'assentament com el «navili amb permís» amb els britànics, que s'havia interromput durant la guerra.